# 秦滅戎之戰
秦攻戎之戰，是指秦國歷史上，秦仲至秦穆公時發動的一系列對西戎部族國家的戰爭。

## 概述

### 為周封臣
周孝王封大駱之子非子於秦邑（今甘肅省清水縣東北）為周朝的附庸，號曰秦嬴，大駱另一子成則繼承大駱，居於西犬丘（今甘肅省禮縣境內）。
公元前842年，周厲王無道，各諸侯國反叛。西戎趁機攻打秦地，將西犬丘的大駱一族全滅，至前824年，周宣王任命秦仲為大夫攻打西戎，開啟了秦國對西戎的戰爭。
公元前822年，秦仲在對西戎的戰爭中戰死，周宣王於是給秦仲之子秦莊公兄弟等五人7000兵卒，命令他們討伐西戎。秦莊公擊敗西戎後，周宣王命秦莊公繼承秦仲之位，並封其為西垂（即西犬丘）大夫，領有分支成原居的西犬丘。
公元前778年，秦莊公去世，其長子世父為了報祖父秦仲為西戎所殺的仇，决意討伐西戎，並讓太子之位於其弟秦襄公。
公元前776年，秦襄公遷都於汧（今陝西省隴縣南），同年，西戎包圍西犬丘，公子世父率軍迎擊，被西戎所俘虜。過了一年多西戎才放還公子世父。

### 東復周土
秦襄公七年（公元前771年），申侯聯合繒國和犬戎進攻周都鎬京（今陝西省西安市長安區），周幽王在驪山下被犬戎殺死。秦襄公率兵救援，立有戰功。周幽王死後，周平王將都城東遷到雒邑（今河南省洛陽市），秦襄公派兵護送。周平王嘉獎秦襄公之功，封其為諸侯，賜以岐以西之地，並向秦襄公承諾說：
「戎無道，侵奪我岐、豐之地，秦能攻逐戎，即有其地。」。
秦襄公十二年（公元前766年），秦襄公率軍東攻西戎，直至岐山一帶，同年，秦襄公去世，秦文公繼位。。
秦文公三年（公元前763年），秦文公率兵七百東獵，於次年到達汧河、渭河的交匯處（今陝西省眉縣附近）。經占卜後卦象得吉兆，在此建立新都。
秦文公十六年（公元前750年），秦文公派兵討伐西戎，西戎敗逃。秦文公收編關中的周遺民，將秦國的領土東擴展到岐山，並把岐山以東的土地在名義上獻給周平王。
秦文公五十年（公元前716年），秦文公去世，秦憲公繼位。前714年，秦憲公將秦國國都由汧渭之會（今陝西省眉縣附近）遷至平陽（今陝西省岐山縣西南），同年，秦憲公派軍隊征伐亳戎的都邑蕩社（一說在陝西省西安市長安區東南，一說在陝西省三原縣、興平市一代），次年，秦軍攻克盪社。
秦憲公十二年（公元前704年），秦國攻滅蕩氏。同年，秦憲公去世，大庶長弗忌、威壘和三父廢太子秦武公，立秦出子繼位。至前698年，弗忌、威累、三父派刺客在鄙衍殺害秦出子。秦出子死後葬於衙縣（今陝西省白水縣彭衙村一帶），三庶長擁立原太子秦武公繼位。
秦武公元年（公元前697年），秦武公征伐位於彭衙（今陝西省白水縣東北）的彭戲氏，一直進兵到西岳華山下。
秦武公十年（公元前688年），秦武公攻打邽（今甘肅省清水縣北）、冀（今甘肅省甘谷縣南）兩地的戎人邦國，並在兩地設縣。
秦武公二十年（公元前678年），秦武公去世，其弟秦德公繼位，次年（前677年），秦德公將秦國首都遷至雍城（今陝西省鳳翔縣）。次年後，即前676年，秦德公去世，秦德公長子秦宣公繼位。前664年，秦宣公去世，葬於陽，秦德公次子、秦宣公之弟秦成公繼位。
秦成公四年（前660年），秦成公去世，葬於陽。秦德公少子、秦成公之弟嬴任好繼位，即秦穆公。

### 西侵戎邦
穆公三十七年（前623年），秦軍出征西戎，包圍了綿諸，在酒樽之下活捉了綿諸王。秦穆公乘勝前進，二十多個戎狄小國先後稱臣于秦國。秦國闢地千里，國界南至秦嶺，西達洮河（今甘肅臨洮），北至朐衍戎（今寧夏鹽池），東到黃河，史稱「秦穆公霸西戎」。周襄王派遣召公過帶了金鼓送給秦穆公，以表示祝賀。

## 備註
1. ↑  《農業類型的演變與戎狄族群的興起》認爲 「晚商以前北方地區皆為華夏族群的活動地域，所謂「戎狄」族群應當是下一歷史階段里從華夏族群中分裂出去的一部分，因此，華夏與戎狄在血緣上本亦同源」
2. ↑  當時關中地區一帶被西戎各部所占領。
3. ↑  《帝王世紀·秦》誤作為秦出子時期遷都平陽。